# 劉智樂
劉智樂（Lau Chi Lok，1993年10月15日—），生於香港，香港足球運動員，司職前鋒，現時效力香港超級聯賽球會標準流浪。

## 球會生涯

### 黃大仙
劉智樂生於香港，於9歲開始接觸足球，在中五會考畢業後任職電工及地盤工作，直到2015年在麥花臣盃獲招重文賞識邀請加盟港超聯地區球會黃大仙展開職業生涯，並在9月19日對東方的第二場聯賽，在78分鐘後備入替黃駿軒職業生涯首度亮相，可惜結果黃大仙以0–1落敗，其後，他再在2015年11月21日對傑志的聯賽盃分組賽，再度在71分鐘後備入替第二度亮相，結果黃大仙同樣以0–4落敗，最終劉智樂於職業生涯首季在各項賽事上陣4場，同時黃大仙在16場聯賽中錄得2勝5和9負的成績、排聯賽榜尾需要降級至甲組。

### 標準灝天
直到球季完結後，劉智樂則隨大部份黃大仙班底轉投新成立的港超聯球隊標準灝天，並在2016年8月28日對南華的首場聯賽，即獲正選機會並踢足全場，可惜結果灝天僅以0–1落敗，最終於職業生涯第二季在各項賽事上陣19場，還於季尾協助標準灝天於11支球隊中獲得第9護級成功，可是最終球隊因交還管理權問題而解散。

### 標準流浪
直到球季完結後，劉智樂再隨球隊總監李輝立加盟港超聯球會標準流浪，並在2017年9月9日對冠忠南區的首場聯賽即在76分鐘後備入替，結果流浪以1–2落敗，其後，他在2018年2月4日對香港飛馬的聯賽，首度在聯賽正選上陣並踢足全場，雖然流浪最終以1–3落敗，
但劉智樂獲球會會長莫耀強發放現金奬鼓勵，直到2月10日對R&F富力的菁英盃分組賽時，他在69分鐘接應右路傳送撞射破網錄得職業生涯首個入球，可惜結果流浪以1–2落敗。結果流浪在4月22日主場不敵R&F富力後，宣告護級失敗。
2023－24賽季，劉智樂錄得10個入球，這超越此前各季總和的9球。
2024－25賽季，劉智樂錄得18個入球，成為該賽季在香港各項賽事入球最多的華人球員。在香港足球明星選舉中，劉智樂入選「明星十一人」。此外，在經過專業評審團投票後，劉智樂以超過60%得票，壓過33%的盧卡斯及6%的羅振庭，高票當選港超聯5月最佳球員，是他在職業生涯中首度當選每月最佳球員。

## 國際賽生涯
2018年2月17日，由於標準流浪隊友卓耀國與球會解約，故劉智樂自U17後首度獲由年輕球員組成的香港隊補選入隊，出戰2月19日對港聯的狗年賀歲盃，並在46分鐘後備入替，更在89分鐘單刀破網取得首個香港隊入球，但結果香港以3–4僅敗。

## 省港盃
港隊於2025年1月22日在香港大球場上演的第43屆省港盃次回合迎戰廣東。港隊上半場先失守，換邊後不久一度靠射手劉家喬扳平。戰至72分鐘，港隊由劉智樂入替劉家喬搶攻。廣東於87分鐘再次領先。港隊終以1：2落敗，總比數輸2：3，連續兩屆失落省港盃。

## 榮譽
標準流浪
- 香港菁英盃冠軍（2023–24季度）

個人
- 香港足球明星選舉 明星十一人（2024–25季度）
- 港超聯 5月最佳球員（2024–25季度）

## 外部連結
- 香港足球總會網頁球員註冊資料 （页面存档备份，存于）